# 宙有限責任監査法人
宙有限責任監査法人 （そらゆうげんせきにんかんさほうじん 英文名称：Sora Audit LLC）は、かつて存在した日本の監査法人。

## 概要
- 本部 - 〒540-0008
  - 大阪府大阪市中央区瓦町3-1-4
（トーア紡ビル 6階）
- 人員 - 10名（代表社員 1名、社員 3名、公認会計士 2名、職員その他 4名、計10名（2011年（平成23年）9月6日現在）
- 統括代表社員 - 荒木康弘

## 沿革
- 2004年（平成16年）4月2日 - 大阪市中央区天満橋京町2丁目6番 天満橋八千代ビル別館にアクティブ監査法人設立。
- 2005年（平成17年）3月1日 - 大阪市中央区大手前1丁目6番4号 光養天満橋ビルに移転（2008年（平成20年）4月、リップル天満橋ビルに変更）。
- 2010年（平成22年）3月16日 - アクティブ監査法人からアクティブ有限責任監査法人へ移行。
- 2011年（平成23年）8月20日 - 大阪府大阪市中央区瓦町3-1-4 トーア紡ビル 6階へ移転。
- 2011年（平成23年）10月1日 - 宙有限責任監査法人に名称変更。
- 2023年（令和5年）1月13日 - 法人格消滅。

## 監査法人にかかわる出来事
- 2007年2月 - オーベン（旧アイ・シー・エフ）会計監査人を辞任
- 2007年9月 - クインランドの財務諸表に対し、監査意見不表明（クインランドIRより）
- 2007年10月 - クインランド民事再生法申立て、のち破産
- 2007年10月 - NOVA会社更生法申請